# Siegsdorf (Bawaria)
Siegsdorf – miejscowość i gmina uzdrowiskowa w południowo-wschodnich Niemczech, w kraju związkowym Bawaria, w rejencji Górna Bawaria, w regionie Südostoberbayern, w powiecie Traunstein. Leży około 5 km na południe od Traunsteinu, nad rzeką Weiße Traun, przy autostradzie A8 i drodze B306.

## Demografia
Dane o ludności z 31 grudnia 2008:
| Opis                                | Ogółem | Ogółem | Kobiety | Kobiety | Mężczyźni | Mężczyźni |
| ----------------------------------- | ------ | ------ | ------- | ------- | --------- | --------- |
| Jednostka                           | osób   | %      | osób    | %       | osób      | %         |
| Populacja                           | 8001   | 100    | 4159    | 51,98   | 3842      | 48,02     |
| Wiek przedprodukcyjny (0–17 lat)    | 1414   | 17,67  | 687     | 8,59    | 727       | 9,09      |
| Wiek produkcyjny (18–65 lat)        | 4702   | 58,77  | 2355    | 29,43   | 2347      | 29,33     |
| Wiek poprodukcyjny (powyżej 65 lat) | 1885   | 23,56  | 1117    | 13,96   | 768       | 9,6       |

## Polityka
Wójtem gminy jest Thomas Kamm z UWG, wcześniej urząd ten obejmował Franz Maier z CSU, rada gminy składa się z 20 osób.
|      | CSU | SPD | Zieloni | UWG | Razem |
| 2008 | 8   | 2   | 3       | 7   | 20    |
| 2002 | 12  | 3   | 2       | 3   | 20    |

## Osoby urodzone w Siegsdorfie
- Peter Angerer - biathlonista
- Sepp Ferstl - narciarz alpejski
- Markus Eisenbichler - skoczek narciarski